# The Savage (film 1977)
The Savage è un film per la televisione del 1977 diretto da Leslie Megahey basato sulla vita del pittore francese Paul Gauguin.